# Cóc bà mụ Mallorca
Cóc bà mụ Mallorca (danh pháp hai phần: Alytes muletensis) là một loài cóc thuộc Chi Cóc bà mụ trong họ Discoglossidae. Nó là loài đặc hữu của đảo Mallorca, quần đảo Baleares ở Địa Trung Hải. Cho đến năm 1977, loài được cho là đã bị tuyệt chủng, tuy nhiên sau đó nó được phát hiện có nghĩa là các loài có thể được mô tả như là một hóa thạch sống. Mặc dù vẫn còn tìm thấy trong tự nhiên, con cóc bà mụ này có thể được thường được thấy trong các vườn thú, đặc biệt là sở thú Gerald Durrell ở Jersey, nơi mà nó đã thành công trong việc sinh sản trong điều kiện nuôi nhốt. Sự suy giảm của quần thể hoang dã với tổng số khoảng 500 cặp sinh sản, chủ yếu được gây ra bởi sự ra đời của các loài với hàng trăm hòn đảo của năm trước. Có hai loài đặc biệt là ếch xanh và rắn Viperine. Việc tái xuất hiện của các loài đã diễn ra từ năm 1988, với quần thể sinh sản nhiều tại cũng được thành lập ở một số vùng.

## Hình ảnh

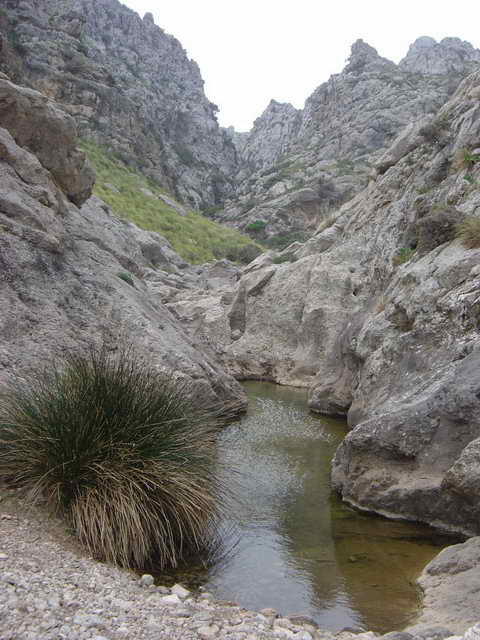
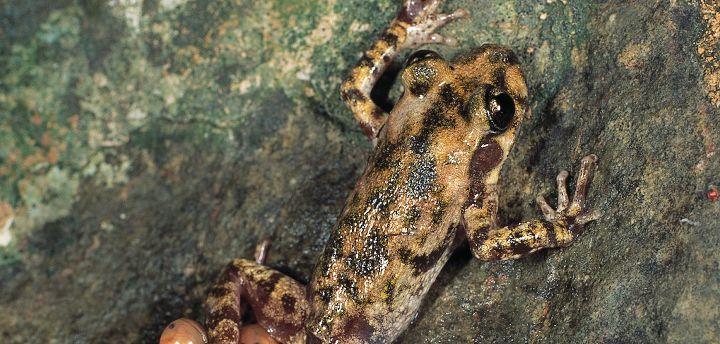
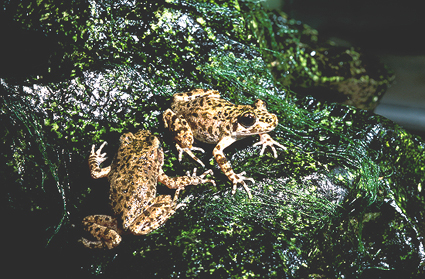